# Мале Попово

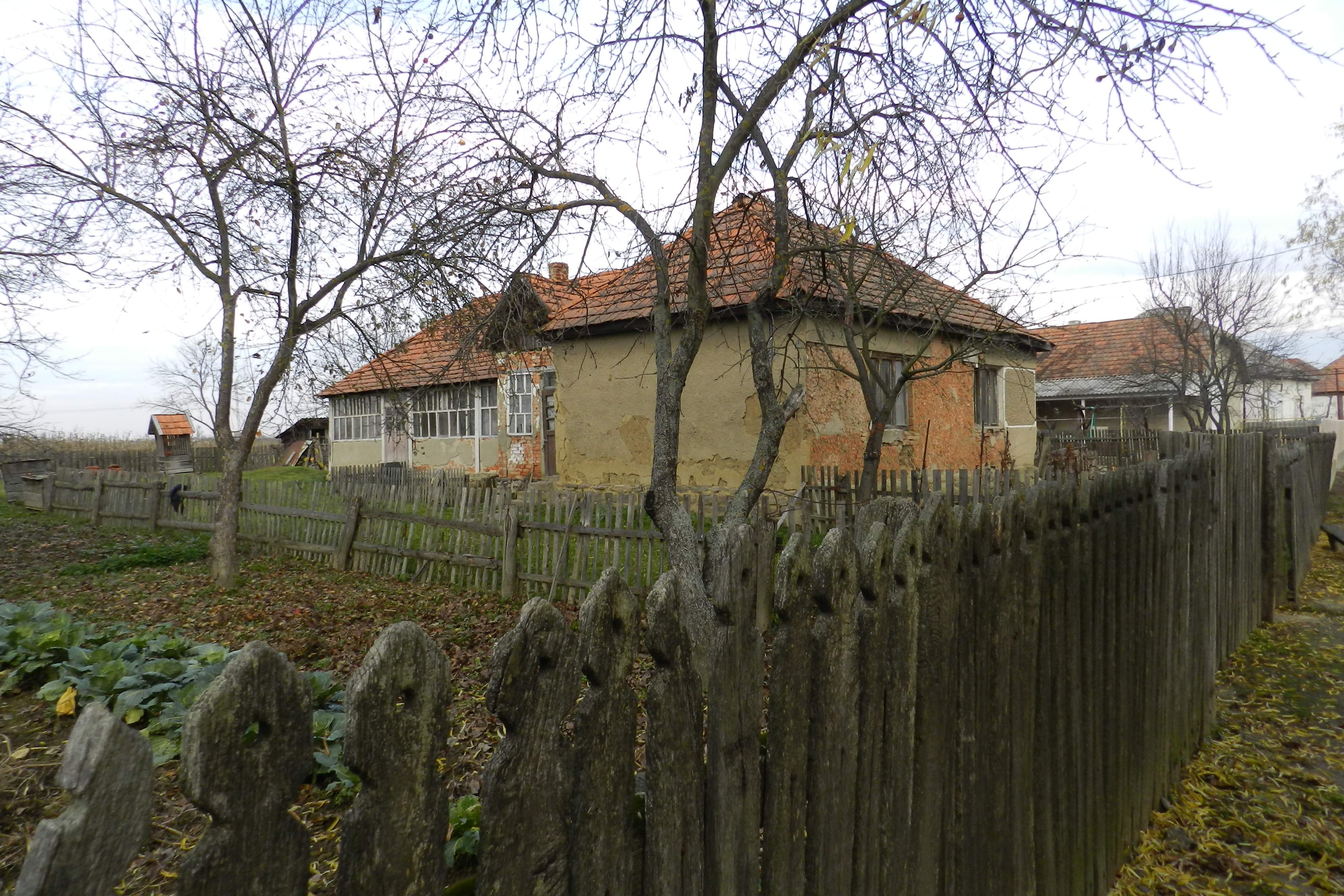
Старий селянський будинок в с. Мале Попово

Ма́ле Попово — село в Косоньській громаді Берегівського району Закарпатської області України.

## Назва
В історії фігурувало під такими іменами, як Мале Попово (1920—1938 рр.), Гашпаров Двор (Gašparov Dvor) в короткий період між 1944—1945, Сонячне — в радянській час і до 1995 р.

## Розташування
Село розташовано неподалік села Попово, і входить до складу Попівської сільської ради. Засноване в якості хутору («тані» — угорськ.), про що свідчить його нинішня угорська назва «Papitanya».

## Історія
Перші згадки датуються 1456 р.
В районі Попового, в урочищі Бетренес, в 1968 році знайдено бронзовий скарб з трьох браслетів. Датується пізньобронзовою добою.

## Сучасність
Історичних пам'яток в селі немає. Невелика реформатська церква збудована в наш час.

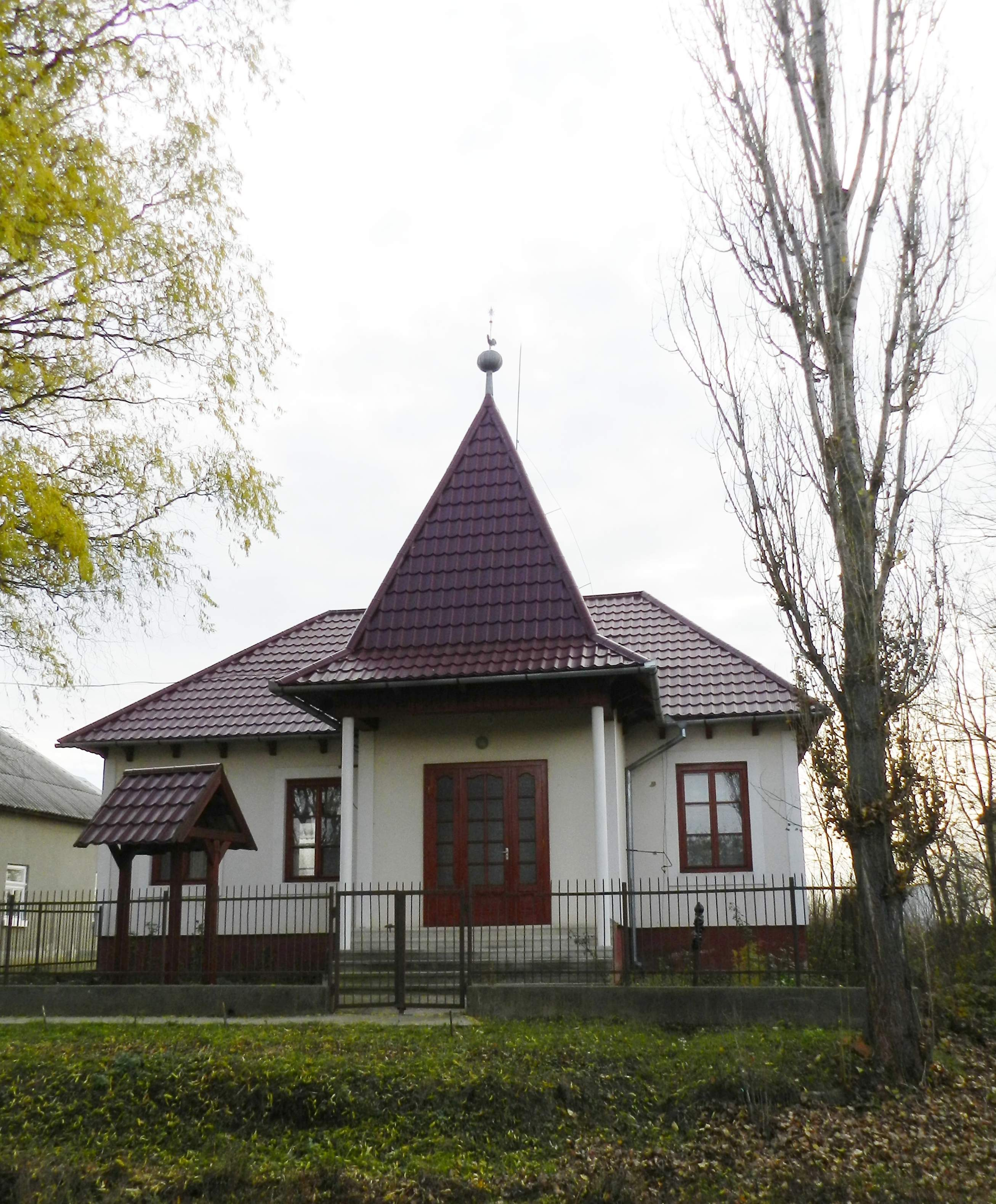
Реформатська церква в с. Мале Попово

## Туристичні місця
- В районі Попового, в урочищі Бетренес, в 1968 році знайдено бронзовий скарб з трьох браслетів. Датується пізньобронзовою добою.
- Невеликий реформатський храм